# Gmina Strzegom
Gmina Strzegom je polská vesnická gmina v okrese Svídnice v Dolnoslezském vojvodství. Sídlem gminy je město Strzegom. V roce 2020 zde žilo 25 499 obyvatel.
Gmina má rozlohu 144,7 km² a zabírá 19,5 % rozlohy okresu. Skládá se z 22 starostenství.

## Části gminy
Starostenství
Bartoszówek, Goczałków, Goczałków Górny, Godzieszówek, Granica, Graniczna, Grochotów, Jaroszów, Kostrza, Międzyrzecze, Modlęcin, Morawa, Olszany, Rogoźnica, Rusko, Skarżyce, Stanowice, Stawiska, Tomkowice, Wieśnica, Żelazów, Żółkiewka